# Перч Зейтунцян
Перч Арменакович Зейтунцян (вірм. Պերճ Արմենակի Զեյթունցյան, 18 липня 1938, Александрія, Єгипет — 21 серпня 2017, Єреван, Вірменія) — вірменський письменник, драматург, міністр культури Вірменії в 1990—1991 роках. Заслужений діяч культури Вірменської РСР (1989), Член Спілки письменників СРСР.

## Життєпис
- 1948 — репатріювався до Вірменії
- 1956 — вийшла перша збірнка оповідань.
- 1963 — закінчив П'ятигорський інститут іноземних мов.
- 1963—1964 — вищі сценарні курси в Москві
- 1965—1968 — працював редактором на кіностудії «Вірменфільм»
- 1965—1975 — головний редактор студії телефільмів «Єреван»
- 1975—1986 — секретар Спілки письменників Вірменії
- 1990—1991 — міністр культури Вірменії

## Нагороди та премії
Нагороджений орденами Пошани (2016), Святого Месропа Маштоца (2008), медаллю Мовсеса Хоренаці. Почесний громадянин Єревана.

## Книги
- Найсумніша людина
- Його перший товариш
- Легенда XX століття, Клод Роберт Ізерлі
- За Париж
- Голоси нашого кварталу

## П'єси
- Заклик богів
- Легенда про зруйноване місто
- Велика Безмовність
- Ісус Назаретянин і його другий учень
- Зупинись, планета
- Найсумніша людина
- Встати, суд іде
- Остання гра
- Планета, зупинися
- Незакінчений монолог
- Не дивися в дзеркало
- Остання гра